# Фіщук Олександр Вікторович
Фіщук Олександр Вікторович (нар. 1 жовтня 1995 — 12 липня 2022) — солдат Збройних сил України, учасник російсько-української війни.

## Життєвий шлях
Народився в с. Олішівка, Хорошівський район. Проживав в с. Топорище.
Закінчив Топорищенську ЗОШ, в 2013-2015 рр. навчався в Центрі професійно-технічної освіти м. Житомира на професії "Машиніст крана автомобільного".
На фронті Олександр Фіщук був водієм-санітаром взводу протитанкових керованих ракет батареї реактивного артилерійського дивізіону бригадної артилерійської групи в 95-ій окремій десантно-штурмовій бригади. Він був призваний на військову службу дев’ятого квітня. Загинув 12 липня 2022 року у населеному пункті Хрестище Красноградського району Харківської області.
За час проходження військової служби зарекомендував себе з позитивної сторони. Функціональні обов’язки виконував відмінно, користувався авторитетом серед колег та підлеглих. Мав добрий рівень мотивації до військової служби та професійного самовдосконалення. Намагався підтримувати високий моральний дух у підрозділі, вникав у турботи оточуючих. Стійко переносив інтенсивні навантаження». Військові розповіли, що їхній побратим загинув під час контактного бою.
13 липня донечці Олександра Міланці, виповнився рік.
Поховали Олександра 18 липня 2022 року в Топорищах.

## Нагороди
Указом Президента України №272/2023 від 11 травня 2023 року, нагороджений орденом “За мужність” ІІІ ступеня посмертно.